# Singles (bande originale)
Pour les articles homonymes, voir Singles.
Singles : Original Motion Picture Soundtrack est l'album issu de la bande-son du film Singles de Cameron Crowe. On y trouve des titres (parfois inédits à l'époque) de l'essentiel de la scène grunge de Seattle au début des années 1990 ainsi que des Smashing Pumpkins (de Chicago) et Paul Westerberg (de Minneapolis).
L'album est certifié double disque de platine aux États-Unis avec deux millions d'exemplaires vendus.
Il est réédité le 19 mai 2017 sous le format d'un double album comprenant 18 titres en plus des 13 initiaux, agrémentés de descriptions de Cameron Crowe, des démos, des instrumentaux, des enregistrements live. Il contient également le titre Touch Me I’m Dick du groupe de Cliff Poncier interprété par Matt Dillon, Citizen Dick de Pearl Jam.
D'autres chansons utilisées dans le film mais non incluses dans le premier album sont également présentes : Three Days de Jane's Addiction, Little Girl de Muddy Waters, Dig For Fire de The Pixies, Radio Song de R.E.M., Blue Train de John Coltrane, Family Affair de Sly & The Family Stone, She Sells Sanctuary de The Cult et Jinx de Tad.
Dans une scène coupée du film, le chanteur Cliff Poncier interprété par Matt Dillon donne à un personnage une cassette sur lesquelles sont enregistrées ses chansons alors que son groupe vient de se séparer. Jeff Ament, le guitariste de Pearl Jam trouve le titre des chansons et Chris Cornell décide de les écrire. Il enregistre 5 titres : Seasons, Nowhere but you, Spoon Man, Flutter girl et Missing. Ils sont édités sur cassette et commercialisés à 5 000 exemplaires. La cassette est appelée EP de Poncier. Seul le titre Seasons est retenu dans le cd de la bande originale, qui est le premier titre solo du chanteur de Soundgarden. En 1994, Spoon man qui n'est qu'une démo devient le titre Spoonman sur l'album Superunknown du groupe. Inspirée de l'artiste Artis the Spoonman (en), la chanson obtient le Grammy Award de la meilleure prestation metal en 1995. En 1999, Cornell édite Flutter Girl sur son premier album solo Euphoria Morning. En 2017, les autres titres de l'EP figurent sur la réédition de la bande originale avec deux autres inédits de Cornell : Ferry Boat et Score Piece. L'album dont la sortie est annoncée en janvier pour le 19 mai sort un jour après le décès du chanteur.
En avril 2019, l'album est classé n° 19 des 50 meilleurs albums grunge par le magazine Rolling Stone.

## Liste des titres
| No  | Titre                        | Interprète        | Durée |
| --- | ---------------------------- | ----------------- | ----- |
| 1.  | Would?                       | Alice in Chains   | 3:27  |
| 2.  | Breath                       | Pearl Jam         | 5:25  |
| 3.  | Seasons                      | Chris Cornell     | 5:45  |
| 4.  | Dyslexic Heart               | Paul Westerberg   | 4:28  |
| 5.  | Battle of Evermore           | The Lovemongers   | 5:41  |
| 6.  | Chloe Dancer/Crown of Thorns | Mother Love Bone  | 8:16  |
| 7.  | Birth Ritual                 | Soundgarden       | 6:05  |
| 8.  | State of Love and Trust      | Pearl Jam         | 3:46  |
| 9.  | Overblown                    | Mudhoney          | 2:58  |
| 10. | Waiting For Somebody         | Paul Westerberg   | 3:25  |
| 11. | May This Be Love             | Jimi Hendrix      | 3:10  |
| 12. | Nearly Lost You              | Screaming Trees   | 4:06  |
| 13. | Drown                        | Smashing Pumpkins | 8:17  |

## Réédition en 2017
| No  | Titre                             | Interprète                                               | Durée |
| --- | --------------------------------- | -------------------------------------------------------- | ----- |
| 1.  | Touch Me I'm Dick                 | Citizen Dick (Eddie Vedder, Stone Gossard et Jeff Ament) | 3:00  |
| 2.  | Nowhere But You                   | Chris Cornell                                            | 5:10  |
| 3.  | Spoon Man                         | Chris Cornell                                            | 3:35  |
| 4.  | Flutter Girl                      | Chris Cornell                                            | 6:23  |
| 5.  | Missing                           | Chris Cornell                                            | 5:33  |
| 6.  | Would? (live)                     | Alice In Chains                                          | 3:58  |
| 7.  | It Ain't Like That (live)         | Alice In Chains                                          | 4:44  |
| 8.  | Birth Ritual (live)               | Soundgarden                                              | 5:27  |
| 9.  | Dyslexic Heart (acoustique)       | Paul Westerberg                                          | 3:42  |
| 10. | Waiting for Somebody (acoustique) | Paul Westerberg                                          | 1:10  |
| 11. | Overblown (demo)                  | Mudhoney                                                 | 2:56  |
| 12. | Heart and Lungs                   | Truly                                                    | 4:20  |
| 13. | Six Foot Under                    | Blood Circus                                             | 3:51  |
| 14. | Singles Blues I                   | Mike McCready                                            | 1:54  |
| 15. | Blue Heart                        | Paul Westerberg                                          | 3:27  |
| 16. | Lost In Emily's Woods             | Paul Westerberg                                          | 1:44  |
| 17. | Ferry Boat #3                     | Chris Cornell                                            | 4:59  |
| 18. | Score Piece #4                    | Chris Cornell                                            | 2:05  |

## Certifications
| Pays       | Ventes      | Certification | Date       |
| ---------- | ----------- | ------------- | ---------- |
| États-Unis | 2 000 000 + | 2 × Platine   | 16/04/2002 |